# Битка на реци Минато
Битка на реци Минато (јап. 湊川の戰い), вођена 5. јула 1336, била је одлучујућа победа шогуната Ашикага над присталицама цара Го-Даига.

## Позадина
Након што је у Генко рату (1331-1333), уз помоћ Ашикага Такауџи-ја успешно оборио диктатуру породице Хоџо, војних диктатора Јапана у периоду Камакура (1185-1333), цар Го-даиго је до краја 1335. покушавао да влада самостално, одузимајући власт у провинцијама локалним самурајским породицама и додељујући је цивилним гувернерима. Међутим, војна аристократија, која је помогла цару у обарању диктатуре Хоџо-а, поделила се по овом питању: већина, предвођена Ашикага Такауџјем, одлучила је да ограничи цареву власт и силом задржи своје поседе, док је мањина, коју су предводили Нита Јошисада и Кусуноки Масшиге, одлучила да подржи цареве реформе. Након што је цар крајем 1335. ставио Ашикага Такауџија ван закона, Ашикага је окупио своје присталице у источном Јапану и почетком фебруара 1336. заузео Кјото, али је успео да га задржи само 4 дана пре него што су га цареве присталице потиснуле из престонице и протерале на острво Кјушу.

## Битка
Војна аристократија на Кјушу-у, забринута за сопствене поседе, подржала је Ашикагу, и он је већ у мају 1336. са новом војском кренуо на Кјото, крећући се копном и морем. Цареве присталице, које су предводили Нита Јошисада и Кусуноки Масашиге, покушале су да зауставе Ашикагину војску на реци Минато у провинцији Сецу, али је двоструко малобројнија царева војска опкољена и уништена, а Нита Јошисада је са остацима узмакао у Кјото, док је сам цар Го-Даиго напустио престоницу и затражио заштиту од монаха-ратника богатих будистичких манастира на планини Хиеи, северно од Кјота.

## Последице
Такауџи је ушао у Кјото у пратњи принца Јутахито-а, брата бившег цара Когон-ина који је претходно дао Ашикаги свој царски мандат, и крунисао га за новог цара, под именом Комио. Ашикага је у ствари преузео управљање државом, пошто је нови цар и његов двор у потпуности зависио од његове војне моћи, а 1338. је и званично проглашен за шогуна, започевши тако нови шогунат Муромачи (1338-1573).
Одбивши да призна легитимитет новог цара, цар Годаиго наставио је борбу из планинског региона Јошино. Тамо је основао двор у изгнанству, који је, пошто се налазио јужно од Кјота, назван Јужним двором. Двор који је остао у Кјоту, који је служио за легитимисање Ашикага шогуна, по истом принципу назван је Северни двор. Борбе у име ова два двора су настављене све до 1392. године, када је договорено поравнање. Био је то Намбокучо рат - Рат северног и јужног двора (1336-1392).

## У популарној култури
У историјској драми-хорору Демонка (1964), један од јунака прича како се борио на губитничкој страни.